# Love and Other Crimes
Love and Other Crimes, studioalbum av den amerikanske popartisten Lee Hazlewood, utgivet i juni 1968. Albumet är producerat av Lee Hazlewood med hjälp av Jack Robinson och gavs ut på skivbolaget Reprise Records.
Albumet finns återutgivet i sin helhet på dubbel-CD-samlingsalbumet Strung Out On Something New:The Reprise Recordings från 2007.

## Låtlista
1. "Love and Other Crimes" (Lee Hazlewood)
2. "Morning Dew" (Bonnie Dobson/Tim Rose)
3. "She Comes Running" (Lee Hazlewood)
4. "Rosacoke Street" (Lee Hazlewood)
5. "She's Funny That Way" (Neil Moret/Richard Whiting)
6. "The House Song" (Noel Paul Stookey/Robert Bannard)
7. "Wait and See" (Lee Hazlewood)
8. "Forget Marie" (Lee Hazlewood)
9. "Pour Man'" (Lee Hazlewood)
10. "Love and Other Crimes" (Lee Hazlewood)